# Heteronyx interioris
Heteronyx interioris är en skalbaggsart som beskrevs av Blackburn 1909. Heteronyx interioris ingår i släktet Heteronyx och familjen Melolonthidae. Inga underarter finns listade i Catalogue of Life.